# متانة متبقية
المتانة المتبقية هي الحمل أو القوة (ميكانيكية غالبًا) التي يمكن أن يتحملها الجسم أو المادة دون فشل بعد تعرضه لضرر. وتتوقف على صلابة المادة وحجم الضرر وشكل الجسم ووضعه.